# Maiombe-Nationalpark
Der Maiombe-Nationalpark liegt im Norden der angolanischen Enklave Cabinda, 120 km nordöstlich der Stadt Cabinda. Er grenzt an die Republik Kongo und ist Teil des Mayombe-Walds, der sich bis Gabun erstreckt. Er wird von dem Chiloango und seinen Nebenflüssen durchquert. Der Nationalpark wurde 2011 gegründet, um vor allem die Flachlandgorillas und Schimpansen des tropischen Regenwaldes sowie andere bedrohte Tierarten zu schützen. Er ist einer der neun Nationalparks in Angola.

## Fauna und Flora
Neben einer reichen Vogelwelt beherbergt der Park u. a. Westlichen Gorilla, Mandrill, Schimpanse und Waldelefant als auch Afrikanisches Hirschferkel, Afrikanischen Waldbüffel, Ducker, Flussschwein, Galagos, Mangusten, Otter, Pottos, Riesenwaldschwein, Wasserkudu, Ginsterkatze, Goldkatze, Meerkatzen, Wildkatze, Zibetkatze und Weißbauchschuppentier. Im Chiloango kommen außerdem der Afrikanische Manati und Reptilien vor.
Im Park finden sich bis zu 60 m hohe Bäume der Gattungen Gilletiodendron, Julbernardi, Librevillea und Tetraberlinia. Der Sekundärwald wird durch die Gattungen Gossweileriodendron, Mussanga, Oxystigma, Pentaclethra und Terminalia charakterisiert. Entlang der Flüsse finden sich Galeriewälder verschiedenster Baumarten.

## Gefahren
Auf dem Gebiet des Nationalparks leben 56.000 Menschen. Aufgrund der geringen Bildung und fehlender Arbeitsmöglichkeiten sind die meisten Männer gezwungen, ihre Familien durch die Jagd und die Nutztierhaltung zu unterstützen. Für den Ackerbau werden zunehmend Waldflächen gerodet. Außerdem wird der Wald durch Bergbau- und Holzunternehmen sowie von illegalen Holzfällern zur Holzkohleherstellung abgeholzt.
Von Angola, der Republik Kongo und der Demokratischen Republik Kongo wurde 2009 die Mayombe Transfrontier Initiative gegründet, der sich auch Gabun 2013 angeschlossen hat, um die schädlichen Auswirkungen zu begrenzen und die Tierwelt besser zu schützen. Für den 1930 km² großen Nationalpark sind 15 Ranger beschäftigt, um die illegale Jagd zu kommerziellen Zwecken und den Tierhandel mit bedrohten Tierarten zu verhindern, sowie Aufklärungskampagnen in der Bevölkerung durchzuführen. Diesen stehen drei 4x4-Fahrzeuge und ein Motorrad zur Verfügung. Im Jahr 2019 waren jedoch eines der Fahrzeuge und das Motorrad nicht betriebsbereit. Um den Schutz der Tier- und Pflanzenwelt effektiv zu gewährleisten, wären aber zwischen 50 und 100 qualifizierte Mitarbeiter und viel mehr Fahrzeuge nötig.